# Melanesier

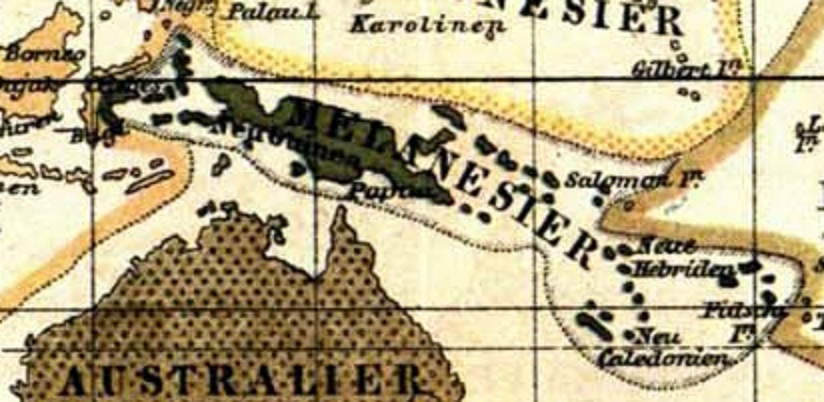
Historische Karte aus Meyers Konversationslexikon (1885–1890) zum Verbreitungsgebiet der Melanesier

Melanesier (von griech. μέλας mélas „schwarz“ und νῆσος nē̂sos „Insel“) ist ein vom französischen Entdecker Jules Dumont d’Urville geprägter Begriff für die Bewohner Neuguineas, Neukaledoniens, der Salomonen und vormals auch für Ureinwohner Australiens.

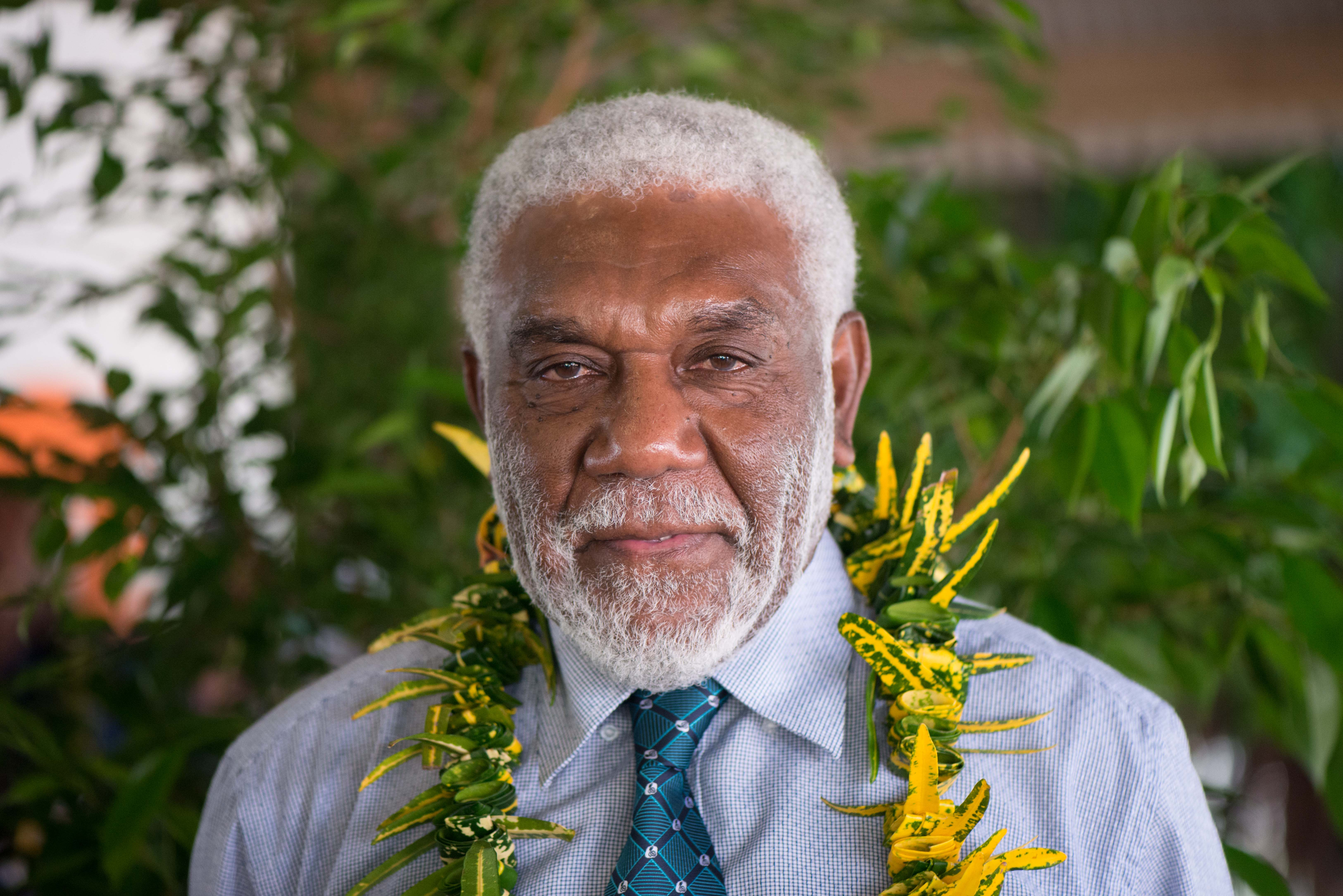
Ein Mann aus Port Vila, Vanuatu

## Begriffsgeschichte
Der Begriff „Melanesier“ ist heute umstritten, da er die Existenz einer homogenen melanesischen Ethnie impliziert. In erster Linie hat er sich jedoch als Bezeichnung der genannten Bevölkerungsgruppen des Kulturareales Melanesien (etwa zehn Millionen Menschen) durchgesetzt. In der heutigen Verwendung des Begriffs rechnet man die indigenen Völker der folgenden Inseln zu den Melanesiern: Fidschi, Neuguinea (Papua-Neuguinea und das indonesische Westneuguinea), Neukaledonien, die Salomonen und Vanuatu. Die Melanesier sind jedoch kulturell, ethnisch und sprachlich äußerst verschieden. Genetisch sind sie mehr mit den australischen Aborigines als mit den durch ihr Territorium gewanderten Polynesiern verwandt.

## Biologische Besonderheiten

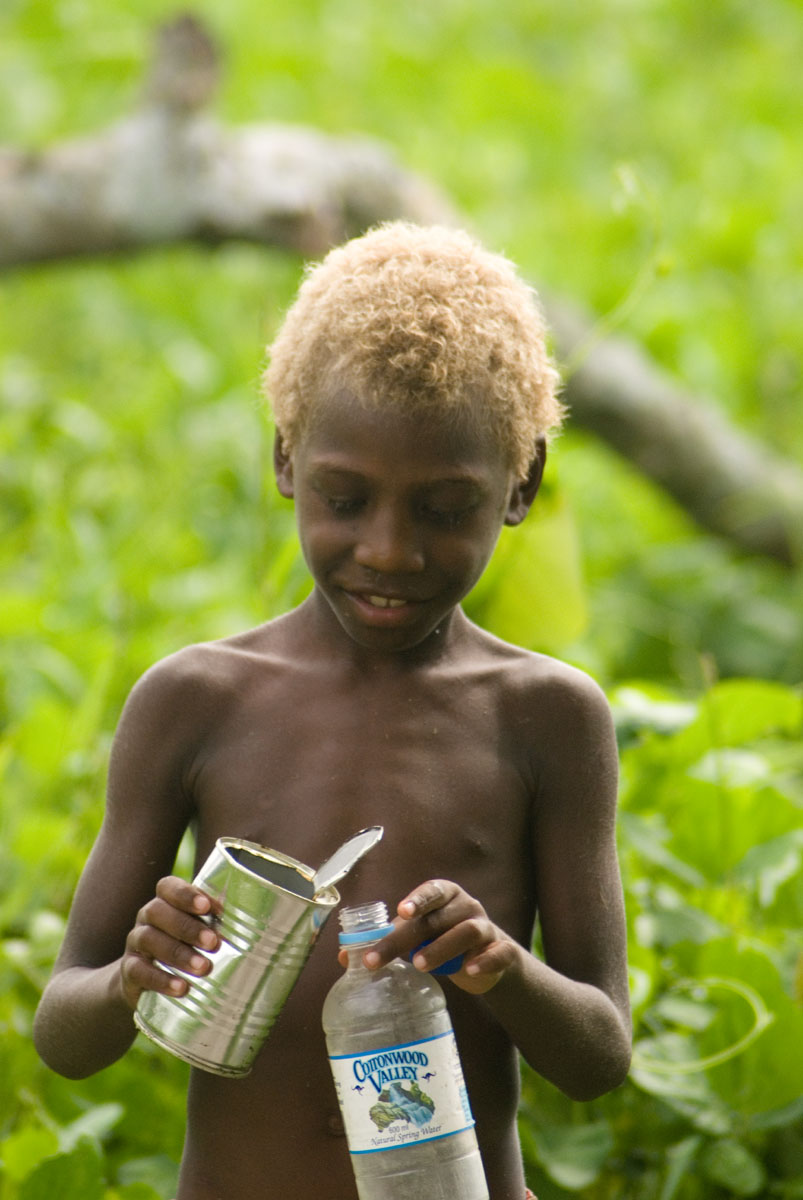
Ein melanesischer Junge aus Vanuatu

Die Melanesier und die australischen Aborigines sind die einzigen dunkelhäutigen Ethnien, bei denen blondes Haar vorkommen kann. Bei den Melanesiern ist eine bestimmte Oberflächenvariante der roten Blutkörperchen auffallend häufig. Sie scheint die Menschen vor Malariainfektionen zu schützen. Im Mai 2010 wurde eine Studie veröffentlicht, die darlegte, dass das Genom der Melanesier – wie das aller nicht-afrikanischer Menschen – zu 2,5 ± 0,6 Prozent vom Neandertaler stamme; allerdings zusätzlich weitere 4,8 ± 0,5 Prozent vom Denisova-Menschen beigesteuert wurden. Neueste Daten aus dem Jahr 2016 legen hingegen nahe, dass das Genom der Melanesier deutlich weniger Neandertal-DNS enthält als das anderer nicht-afrikanischer Menschen.

## Traditionelle Religionen
Die ethnischen Religionen der Melanesier sind ebenso heterogen wie alle anderen Kulturelemente. Dennoch gibt es einige gemeinsame Grundelemente, die in den meisten dieser Religionen zu finden sind. Die spirituelle Verehrung von Kulturpflanzen, Schöpfung, Vergänglichkeit und Fruchtbarkeit spielen überall vorrangige Rollen, auch wenn damit ganz unterschiedliche Vorstellungen verbunden sind.
Die Welt der Geister wird in Natur- und Ahnengeister zweigeteilt. Im Mittelpunkt der Religionsausübung steht der Ahnenkult. Er darf nicht mit einer einfachen Totenverehrung verwechselt werden, denn es geht dabei nicht nur um die Seelen gerade Verstorbener, sondern um alle Toten, die genau wie lebende Älteste als weiterhin existent verehrt werden. Das Jenseits wird nicht als kategorisch anders gesehen, sondern lediglich als nächsthöhere Stufe des Daseins. Wie in ethnischen Religionen üblich, spiegelt – beziehungsweise bestätigt – der Glaube die soziokulturellen Verhältnisse der Gesellschaft. Bei der Ahnenverehrung geht es um den Respekt zu Älteren, die einen besonders hohen Status besitzen.
Das Reich der Toten wird in der melanesischen Mythologie Adiri genannt, das nicht leicht und nicht von jedem zu finden ist. In manchen Gegenden werden aufwändige Totenfeiern abgehalten, bei denen geschnitzte Figuren und Friese aufgebaut werden. Bei den Religionen Neuguineas kommt neben der Toten- und Ahnenverehrung auch die rituell bedeutsame Kopfjagd vor, die zum Teil mit künstlerisch gestalteten Kopftrophäen verbunden ist. Die Kopfjagd ist heute weitestgehend verschwunden.
In den Mythen kommen zahlreiche Kulturheroen sowie gute oder böse Geister vor. Die Erschaffung und Beeinflussung der Welt geht ursächlich auf urzeitliche Schöpferwesen zurück, die seit der Urzeit den Kreislauf von Leben und Tod bestimmen. Das alltägliche Leben wird durch die Einhaltung religiöser Vorschriften und sozialer Normen bestimmt. Dabei sind Tabus und Opfer wichtig. Die Vorstellung der auf den Menschen übertragbaren göttlichen Macht „Mana“ ist ein grundlegendes Konzept in ganz Ozeanien. Im Prinzip kann jeder Einzelne in den Besitz von Mana kommen und ist dadurch legitimiert, religiöse Funktionen wahrzunehmen.
Die melanesischen Religionen kennen weder Priester noch andere religiöse Amtsträger. Stattdessen existieren kultische Geheimbünde, die das religiöse Wissen bewahren und Initiationsriten durchführen. Daneben übernehmen sie oftmals wichtige Aufgaben in der sozialen Ordnung. Die Aufnahme in solche Geheimbünde ist nur nach schwierigen Prüfungen möglich. Bei den Zeremonien dieser Bünde, für die es oft spezielle Männer- oder Kulthäuser gibt, spielen häufig Masken eine wichtige Rolle.
Insbesondere durch die Missionierung und den häufigen Kontakt zu Soldaten im Zweiten Weltkrieg wurde ein Kulturwandel ausgelöst, der sich vielfach in den sogenannten Cargo-Kulten äußerte, die in Teilen auch heute noch existieren. Es handelt sich dabei um die Vorstellung, dass Waren der westlichen Kultur ursprünglich von den Ahnen für die Melanesier geschaffen worden seien, die durch bestimmte Kulte und Zeremonien nun den richtigen Empfängern zugeleitet werden könnten.
Bei den wenigen isolierten Völkern Neuguineas und einigen sehr abgelegen wohnenden traditionellen Gesellschaften der Insel konnten sich die ethnischen Religionen bis heute halten. Allerdings ist die christliche Mission intensiv bemüht, die Menschen zu bekehren. Auf den anderen Inseln ist dieser Prozess durchgehend weit fortgeschritten, so dass die meisten Menschen heute offiziell Christen sind. Obwohl Gottesdienst, Gemeindearbeit und die Kirchenfeste zum Alltagsleben gehören, hat sich in vielen Bereichen die Ahnenverehrung, die Mana-Vorstellung sowie der Glaube an Geister, Schöpferwesen und Kulturheroen erhalten.